# ریمبرگ
ریمبرگ (به آلمانی: Rimberg) یک منطقهٔ مسکونی در آلمان است که در اشمالنبرگ واقع شده‌است. ریمبرگ ۳ نفر جمعیت دارد.